# Jättevarfågel
Jättevarfågel (Lanius giganteus) är en fågelart i familjen törnskator inom ordningen tättingar, endemisk för Kina. Den har tidigare betraktats som underart till kinesisk varfågel (Lanius sphenocercus), men urskiljs allt oftare som egen art. Fågeln är endemisk för Kina där beståndet anses vara livskraftigt.

## Utseende och läten
Med en kroppslängd på 29-31 cm är denna art störst av alla törnskator och varfåglar i släktet Lanius. Den är i stort tecknad som alla varfåglar med grå ovansida, svartvita vingar och stjärt, svart ögonmask och ljus undersida. Jämfört med närbesläktade arten kinesisk varfågel är den större, är tydligt mörkare grå ovan samt saknar både vitt ögonbrynsstreck och vitt på armpennorna. Lätet är mycket dåligt känt.

## Utbredning och systematik
Fågeln förekommer endast i centrala Kina, i centrala och östra Qinghai, sydvästra Gansu, östra Xizang samt norra och västra Sichuan. Tidigare har den behandlats som underart till kinesisk varfågel (L. sphenocercus). Den urskiljs dock sedan 2016 som egen art av Birdlife International och IUCN på basis av genetiska, utseendemässiga och ekologiska skillnader. Sedan 2021 urskiljer även tongivande International Ornithological Congress (IOC) och eBird/Clements den som egen art. Arten behandlas som monotypisk, det vill säga att den inte delas in i några underarter.

## Levnadssätt
Jättevarfågeln förekommer i buskmarker vid eller ovan trädgräsen, på mellan 3000 och 5200 meters höjd, mycket högre upp än kinesisk varfågel håller till på 200 till 1100 meter över havet. I princip inget är känt om vare sig häckningsbiologin och födan, men antas likna kinesisk varfågel. Arten verkar vara stannfågel och gör endast små rörelser, lokalt och i höjdled.

## Status och hot
Arten har ett stort utbredningsområde och en stor population med stabil utveckling och tros inte vara utsatt för något substantiellt hot. Utifrån dessa kriterier kategoriserar internationella naturvårdsunionen IUCN arten som livskraftig (LC).